# Vlastimil Harapes
Vlastimil Harapes, né le 24 juillet 1946 et mort le 15 mai 2024, est un danseur, chorégraphe et acteur tchèque.
Il a été directeur artistique du Conservatoire de Prague.

## Biographie
Harapes naît dans un hôpital de Chomutov le 24 juillet 1946 et est originaire de Droužkovice, où il a vécu jusqu'à l'âge de 14 ans. Ses parents dirigeaient une troupe de théâtre amateur, ce qui lui a permis de commencer à jouer à l'âge de cinq ans. Après avoir obtenu son diplôme du Conservatoire de danse de Prague en 1965, il obtient un emploi au Théâtre national, où il est soliste jusqu'à sa mort. Il a également étudié la danse à Saint-Pétersbourg, en Russie,.
Sa première femme est Elena Strupková (cs). En 1986, il épouse la chanteuse Hana Zagorová afin d'adopter un enfant, le mariage dure jusqu'en 1992,. Cependant, Harapes a vécu pendant plus de 44 ans avec un poète, Josef Topol. Leur relation est gardée secrète jusqu'à ce qu'elle soit révélée au public en 2013,.
Harapes a joué dans plusieurs films tout au long de sa carrière, notamment dans Jak vytrhnout velrybě stoličku (cs) (réalisé par Marie Poledňákové) et Marketa Lazarová (réalisé par František Vláčil). Cependant, la plupart de ses performances ont été doublées vocalement par d'autres acteurs. Avec sa femme de l'époque, Zagorová, il se produit occasionnellement en tant que chanteur. En 2006, il est juge lors de la première saison de l'émission StarDance.
Il meurt d'un cancer du poumon le 15 mai 2024, à l'âge de 77 ans,.

## Activisme politique
En 1977, Vlastimil Harapes signe l'Anticharta (cs).
Lors des élections sénatoriales tchèques de 2016, il se présente comme candidat indépendant, soutenu par le parti ANO 2011, dans le district no 25 – Prague 6 (en). Il recueille 13,3 % des voix, terminant quatrième et n'accédant pas au second tour.

## Filmographie partielle

### Au cinéma
- 1964 : Starci na chmelu (cs)
- 1967 : Marketa Lazarová : Kristián (voix allemande par Klaus-Peter Thiele)
- 1968 : Královský omyl
- 1977 : Den pro mou lásku (doublage vocal par František Němec (cs))
- 1977 : Jak vytrhnout velrybě stoličku (cs) (doublage vocal par Jiří Klem (cs))
- 1978 : Jak dostat tatínka do polepšovny (cs) (doublage vocal par Jiří Klem)
- 1978 : La Belle et la Bête (Panna a netvor) : la Bête (doublage vocal par Jiří Zahajský (cs))
- 1986 : Operace mé dcery
- 2004 : Bolero de František Brabec
- 2006 : Jak se krotí krokodýli : maître de danse

### À la télévision
- 1965 : Odcházeti s podzimem (téléfilm)
- 1971 : F. L. Věk (cs) (série télévisée)
- 1994 : Bizet's Dream : le père / Don Jose (téléfilm)
- 2004 : Rodinná pouta (cs) (série télévisée)
- 2008 : Comeback (cs) (série télévisée) (apparition en caméo)

## Récompenses
- 1976 : Artiste émérite de Tchécoslovaquie
- 1980 : Artiste émérite du Théâtre national de Prague
- 1989 : Artiste du peuple de Tchécoslovaquie
- 2011 : Prix Thalia pour l'ensemble de sa carrière en ballet